# Aralmeer

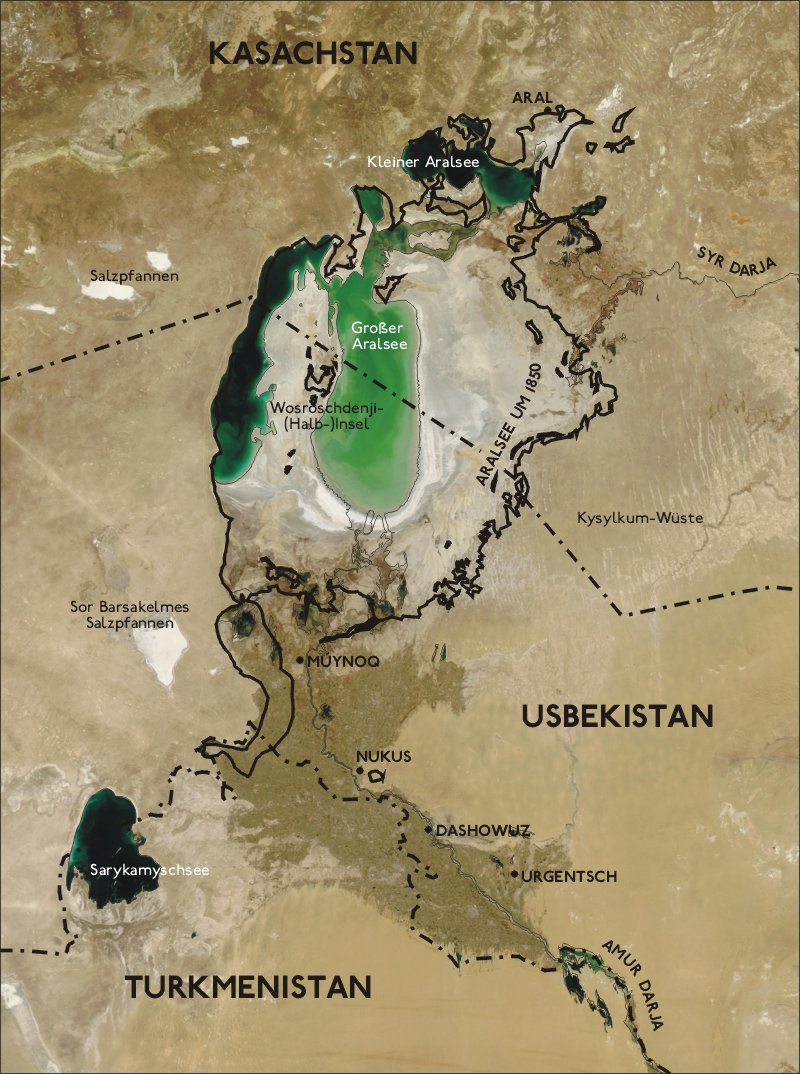
Het Aralmeer is in 50 jaar met 60% in oppervlak afgenomen, satellietfoto van 22 juni 2003

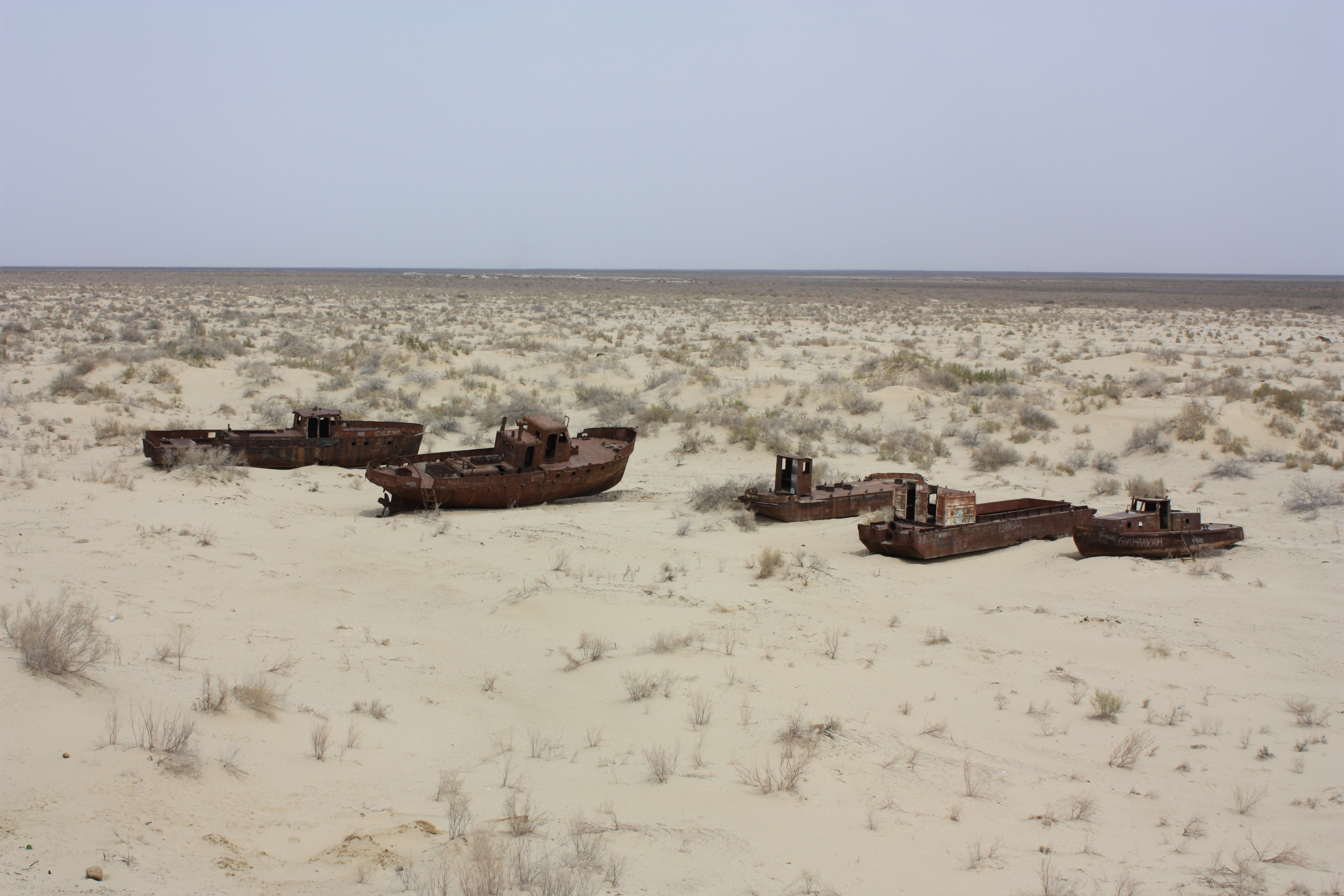
Schepen op het droge.

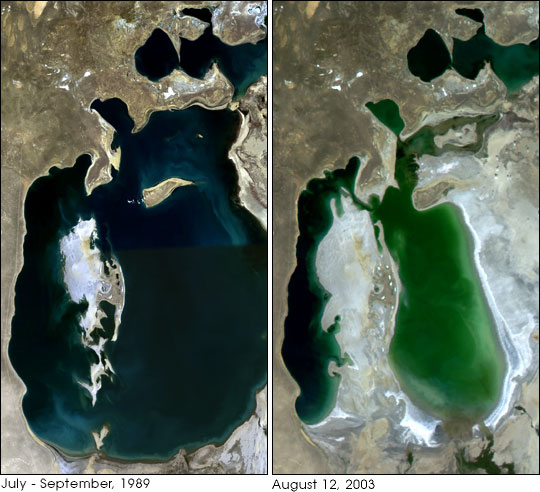
Aralmeer in 1989 en op 12-aug-2003. (bron: NASA)

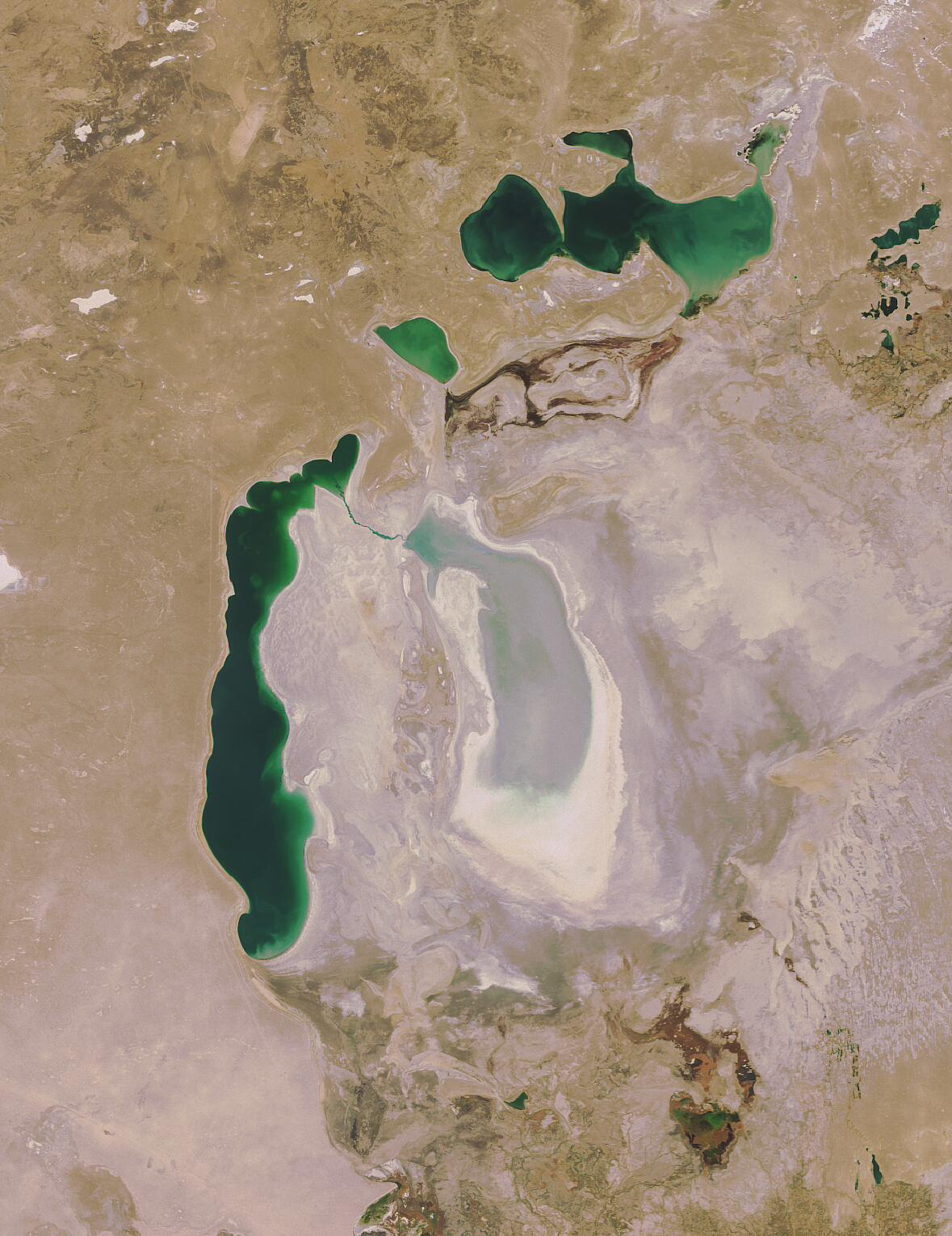
Aralmeer vanuit de ruimte, oktober 2008

Het Aralmeer (soms ook: Aralzee) (Kazachs: Арал теңізі, Aral teñizi; Oezbeeks: Orol dengizi; Russisch: Аральское море, Aralskoje more) is de algemene benaming voor een aantal waterbekkens, die vroeger één meer vormden in Centraal-Azië, gelegen op de grens van Kazachstan en het autonome gebied Karakalpakië van Oezbekistan.

## Geschiedenis
Het Aralmeer ontstond tien- tot twintigduizend jaar geleden, toen de rivier Amu Darja van richting veranderde en in plaats van naar de Kaspische Zee te stromen de laaglanden van Sarykamysj met water begon te vullen.
In het begin van de twintigste eeuw strekte het Aralmeer zich over 450 kilometer uit van zuidwest naar noordoost en had het een breedte van 290 kilometer. De grootste diepte bedroeg 69 meter. Het meer had in 2004 nog een gemiddelde diepte van 20 tot 23 meter en een grootste diepte van 58 meter. De oppervlakte bedroeg in 2004 17.160 km². Daarmee was het Aralmeer in grootte het achtste meer ter wereld. De Syr Darja en de Amu Darja waren de belangrijkste rivieren die afwaterden op dit voormalige meer dat 's winters voor een groot deel dichtvroor.
Anno 2012 resteren twee permanent gevulde waterbekkens: de Kleine Zee in het noorden met een oppervlakte van 3300 km², en de Westelijke Grote Zee met een oppervlakte van 3500 km² in het zuidwesten. In het zuidoosten bestaat een derde bekken genaamd de Oostelijke Grote Zee, dat zich zo nu en dan vult met water uit de Amu Darya maar ook regelmatig geheel opdroogt. De Amu Darja en de Syr Darja bereiken sinds de jaren 60 nog maar zelden hun monding vanwege de onttrekkingen ten behoeve van irrigatie.
De opdroging van het meer creëerde een nieuwe woestijn, die men de Aralkum noemt. Verschillende eilanden gingen op in deze woestijnvlakten. Belangrijke voorbeelden zijn Vozrozjdenija tussen het westelijk en het oostelijk deel van de Grote Zee en Barsa-Kelmes tussen de Kleine en de Grote Zee.

## Uitdroging

Het uitdrogen van het Aralmeer

Het Aralmeer is vanaf de jaren zestig aanzienlijk kleiner geworden. De uitdroging van het meer wordt beschouwd als een van de grootste milieurampen van onze tijd. Het zoetwatermeer, dat het Aralmeer aan het begin van de 20e eeuw nog was, is inmiddels voor de helft veranderd in een zoutwoestijn en voor de helft in een aantal zoutwatermeren. Voornaamste oorzaak is de irrigatie ten behoeve van de katoenteelt, die veel water aan de aanvoerende rivieren onttrekt.
De regering van de Sovjet-Unie was niet verrast door de uitdroging. Men had voorzien dat dit zou gebeuren. De algemene opinie was echter dat de katoenteelt belangrijker was dan het meer, dat men best kon 'opofferen'. Anderzijds bestonden er wel plannen om de uitdroging tegen te gaan, zoals de omleiding van de noordwaartse loop van de grote Siberische rivieren. Tussen 1961 en 1970 daalde het waterniveau met gemiddeld 20 cm per jaar, wat zich in de jaren 70 tot 50 à 60 cm versnelde en in de jaren 80 tot 80 à 90 cm per jaar.
In 1987 veranderde het krimpende meer in twee delen: het noordelijke en het zuidelijke Aralmeer. Om de twee delen weer met elkaar te verbinden werd een kanaal gegraven. Door verdere daling is het Aralmeer nu gesplitst in drie delen: de zogenaamde Kleine Zee in het noorden, die door de Kokaral-dam van de rest gescheiden is en waar het waterniveau relatief constant blijft, en de zogenaamde Grote Zee. Deze Grote zee op zijn beurt is in twee delen gesplitst: een diep deel in het westen en een ondiep deel in het oosten. Ze bleven voorlopig door een soort 'zeestraat' verbonden.
Volgens metingen door een Russisch-Oezbeekse expeditie in november 2002 bedroeg het absolute niveau van het Aralmeer toen 30,47 meter. Het oorspronkelijke niveau (rond 1900) bedroeg 53,5 meter. Sinds de jaren zestig was het waterniveau dus gedaald met 23 meter; het oppervlak was bijna vijf keer kleiner geworden en de gemiddelde diepte gehalveerd.
De gevolgen van de uitdroging zijn niet gering. Het meer is steeds zouter geworden. In de loop der jaren is landbouwgif uit de katoenteelt in het meer terechtgekomen. Door de sterke verdamping wordt het meer steeds zouter en sterker vervuild. Door opdroging blijven zoutkorsten achter die landbouwgif bevatten, dat door de wind over de omliggende gebieden wordt verspreid en een gevaar vormt voor het milieu en de volksgezondheid. Wanneer dit vervuilde stof in de straalstroom terechtkomt, kan het zelfs nog verder getransporteerd worden. Sporen van landbouwgif uit het Aralmeer zijn aangetroffen in het bloed van Antarctische pinguïns. Daarnaast is de hoeveelheid neerslag in de omgeving van het meer verminderd.
De visserij is weggevallen als bron van werkgelegenheid omdat het meer zich heeft teruggetrokken en nauwelijks nog leven bevat; de weinigen die er nog vissen doen dat uitsluitend voor het eigen levensonderhoud (situatie 2004). De voormalige vissershavens Aral (Арал) en Moynaq (Мойнақ) liggen door de uitdroging niet meer aan het meer en zijn hun bron van werkgelegenheid kwijtgeraakt. Beide steden zijn veel inwoners kwijtgeraakt en vissersschepen liggen in de voormalige haven op het droge te roesten.

### Maatregelen om uitdroging tegen te gaan
Toen men zich realiseerde dat het Aralmeer aan het uitdrogen was, zijn er al in de Sovjettijd plannen bedacht om de uitdroging te stoppen. Een van deze plannen was de omleiding van de noordwaartse loop van de grote Siberische rivieren door middel van een met kernbommen te creëren kanaal. Om verschillende redenen (te duur, onvoorziene ecologische gevolgen, radioactieve vervuiling) is dit plan stopgezet. In juni 2013 werd gemeld dat de krimp van het Aralmeer tot stilstand is gekomen: ten gevolge van de verminderde oppervlakte verdampt er nu precies evenveel als er binnenstroomt.

#### Kleine Zee
In een poging het droogvallen van het meer tot staan te brengen, is door de Wereldbank 84 miljoen dollar uitgetrokken voor een project om de doorstroming van de rivieren die in het meer uitstromen te verbeteren. Het project lijkt succes te hebben: In 2006 had de Kleine Zee (die sinds de splitsing van de beide delen in 1990 de helft van zijn oppervlakte en driekwart van zijn volume had verloren) 1/3 meer oppervlakte dan in 2005, toen de Kokaral-dam, die de Kleine Zee en Grote Zee scheidt, werd opgetrokken. Ook is het zoutgehalte van de Kleine Zee gedaald, en is de vis er in grote hoeveelheden teruggekeerd. Er wordt zelfs weer aan visvangst gedaan en men hoopt dat Aralsk binnen enkele jaren opnieuw aan het meer zal liggen. Er bestaan plannen voor een tweede dam die ervoor moet zorgen dat de Kleine Zee nog verder kan groeien.

#### Grote Zee
De vooruitzichten voor de Grote Zee, en dan met name voor het oostelijke deel, blijven somber. Door de Kokaral-dam is de Grote Zee afgesloten van de aanvoer uit de Syr Darya, wat het opdrogen heeft versneld. In 2009 is het oostelijke deel vrijwel opgedroogd. In 2010 vulde het bassin zich echter weer deels vanwege overvloedig smeltwater uit de Amu Darya. Men verwacht dat in de toekomst het oostelijke bassin zich zo nu en dan, voornamelijk in de lente, (gedeeltelijk) zal vullen, afhankelijk van de aanvoer van de Amu Darya. Ook is het mogelijk dat dit bassin nog water ontvangt van de Kleine Zee wanneer deze te vol raakt. Dit is eerder nadelig dan voordelig. Omdat het gebied telkens overstroomt kan er geen bewoning of economische activiteit plaatsvinden en is het land dus waardeloos. Omdat het water over de verziltte en vervuilde bodem stroomt zal het bovendien niet bruikbaar zijn voor bevloeiing of drinkwater.
Het diepe westelijke deel zal nog ongeveer 70 jaar bestaan, en misschien nooit helemaal uitdrogen. Dit is afhankelijk van de vraag in hoeverre opwellend grondwater de verdamping kan compenseren. Het westelijke deel zal waarschijnlijk wel sterk verzilten.

## Sovjeterfenis
Midden in het vroegere Aralmeer lag het eiland Vozrozjdenija (Vozrozdenija betekent "wedergeboorte" in het Russisch). Vanwege zijn geïsoleerde ligging werd het sinds 1948 door de Sovjet-Unie gebruikt om er biologische wapens te ontwikkelen en onder andere in de open lucht te testen. Een van de gebruikte biowapens is de levensgevaarlijke miltvuurbacterie (antrax). In 1991 verlieten de laboratoriummedewerkers het eiland. Ze lieten het overgrote deel van het gebruikte materiaal en afval achter in gebouwen en in containers. In de loop van 2001 groeide het eiland door uitdroging van het Aralmeer vast aan het vasteland. Daarmee verloor het zijn geïsoleerde ligging en waren de gevaarlijke stoffen en bacteriën eenvoudig toegankelijk geworden. Een jaar later heeft een opruimexpeditie van 113 personen onder leiding van Amerikaanse legerdeskundigen gedurende drie maanden zo veel mogelijk afval opgeruimd. Tien ondergrondse miltvuuropslagplaatsen werden volledig schoongemaakt en ruim 100 tot 200 ton miltvuurbacterieafval is verwijderd. Het is niet duidelijk hoeveel afval op het eiland is achtergebleven. Ook is niet duidelijk in hoeverre de eilandbodem nog steeds vervuild is.